# Општина Куртуишени (Бихор)
Куртуишени (рум. Curtuişeni) општина је у Румунији у округу Бихор.
Oпштина се налази на надморској висини од 124 m.